# Sturmgeschütz-Brigade 243
De Sturmgeschütz-Abteilung 243 / Sturmgeschütz-Brigade 243 / Heeres-Sturmgeschütz-Brigade 243 / Heeres-Sturmartillerie-Brigade 243 was tijdens de Tweede Wereldoorlog een Duitse Sturmgeschütz-eenheid van de Wehrmacht ter grootte van een afdeling, uitgerust met gemechaniseerd geschut. Deze eenheid was een zogenaamde Heerestruppe, d.w.z. niet direct toegewezen aan een divisie, maar ressorterend onder een hoger commando, zoals een legerkorps of leger.
Deze Sturmgeschütz-eenheid kwam in actie aan het oostfront direct vanaf de oprichting en werd vernietigd in Stalingrad. Na heroprichting weer terug naar het oostfront en ten tweede male vernietigd in Moldavië. Na opnieuw opgericht te zijn volgde een korte inzet aan het westfront in de Ardennen en daarna rond Berlijn zowel tegen de Amerikanen als de Sovjets.

## Krijgsgeschiedenis

### Sturmgeschütz-Abteilung 243

#### Eerste oprichting
Sturmgeschütz-Abteilung 243 werd opgericht in Jüterbog op 10 mei 1941. Na een versnelde training werd de Abteilung al in juni naar het oosten verplaatst, naar Przemyśl. Hier werd de 1e Batterij aan de 1e Bergdivisie toegevoegd. Vanaf 22 juni 1941 nam de Abteilung deel aan Operatie Barbarossa. Tot eind augustus brak de Abteilung door de grensversterkingen, nam deel aan de slag om Lemberg, dan via Tarnopol, de Stalin-linie en de omsingelingsslag bij Oeman naar de Dnjepr. Daarna voegde de 1e Batterij zich weer bij de Abteilung. De daaropvolgende maand nam de Abteilung deel aan de Slag om Kiev, waarna een transport volgde richting Gomel en opmars begin oktober naar Brjansk. Hierna volgde een korte rustperiode en op 20 november begon een opmars via Orel en Novosil naar het oosten. Met de tegenstoot van het Rode Leger kwam de opmars tot staan en ontbranden heftige gevechten rond de Bystraya Sosna. Op 24 januari 1942 werd de Abteilung (twee batterijen) in de strijd geworpen bij Livny, terwijl de 1e Batterij ingesneeuwd lag bij Lomowoje. Pas op 13 februari werd de Abteilung weer verenigd bij Maloarchangelsk en vanaf 23 februari 1942 was de Abteilung reserve van het 55e Legerkorps en bleef hier enkele maanden.
Bij het begin van het Duitse zomeroffensief 1942 op 28 juni 1942 doorbrak de Abteilung de Sovjet stellingen aan de Tim en werd vervolgens ingezet in de gevechten rond Voronezj. Op 9 juli werd de Abteilung uit het front genomen en zuidwaarts verplaats, waar op 30 juli bij Zymlianskaja de Don overgestoken werd en vervolgens door naar de Sal. Op 3 augustus 1942 draaiden de 14e en 24e Pantserdivisies en de 29e Gemotoriseerde Divisie richting Stalingrad draaiden, sloot de Abteilung aan. Op 1 september werd de buitenste verdedigingsring van Stalingrad bereikt en daarna kwam de Abteilung in actie in de stadsgevechten. Toen de Sovjets tijdens Operatie Uranus op 23 november 1942 de zak om Stalingard sloten, zat de Abteilung (met alleen de 1e en 3e Batterij) in gesloten. De 2e Batterij bevond zich buiten de omsingeling voor heruitrusting.
De Sturmgeschütz-Abteilung 243 werd tegen eind januari 1943 in Stalingrad vernietigd.

#### Tweede oprichting
Op basis van de niet ingesloten Abteilungs-resten werd de Abteilung in het voorjaar van 1943 opnieuw opgericht en meteen daarna weer naar het oostfront gebracht. Vanaf mei 1943 werd deelgenomen aan de harde terugtrekkingsgevechten. Bij de gevechten aan de Mioes tot september 1943 werden zware verliezen geleden. Ook de gevechten rond Zaporozje leverden zware verliezen op. Het lukte de Abteilung terug te trekken in het bruggenhoofd Nikopol. Van hieruit volgde vanaf 7 februari 1944 de verdere terugtocht.
Op 14 februari 1944 werd de Abteilung omgedoopt in Sturmgeschütz-Brigade 243.

### Sturmgeschütz-Brigade 243
De omdoping in Sturmgeschütz-Brigade betekende echter geen organisatorische verandering, de samenstelling bleef gelijk. Nu volgden de defensieve gevechten bij Krivoj Rog, aan de Dnjepr, noordelijk van Nikolajev en de terugtocht naar de Zuidelijke Boeg. Hier kon weer een front opgebouwd worden. Van medio april tot 10 mei 1944 kwam het dan tot gevechten bij Tiraspol – Akkerman en uiteindelijk zuidelijk van Grigoriopol.
Op 10 juli 1944 werd de brigade omgedoopt in Heeres-Sturmgeschütz-Brigade 243.

### Heeres-Sturmgeschütz-Brigade 243
De samenstelling bleef gelijk. De brigade lag eind augustus nog steeds ten noordoosten van Chisinau en werd vanaf 20 augustus 1944 meegesleurd in het Sovjet Iași-Chisinau offensief, ingesloten en daarin tegen 29 augustus 1944 vernietigd bij Tomai.

#### Derde oprichting
De niet ingesloten delen van de brigade werden naar Tucheim bij Altengrabow gebracht. Hier startte in de herfst van 1944 de derde oprichting. Bij het begin van het Ardennenoffensief lag de Abteilung en werd snel naar de Ardennen gebracht, waar deze op 19 december 1944 toegevoegd werd aan de Panzer-Lehr-Division bij Bastenaken. In de zware gevechten hier, en later bij Consthum verloor de brigade al zijn gevechtsvoertuigen tot aan medio januari 1945. Daarna werd de brigade weer terug verplaatst naar de Jäger-kaserne in Potsdam en van 35 nieuwe Sturmgeschützen voorzien (vier te veel zelfs). Een deel van het personeel kwam van de Sturmgeschützschule Burg. Ook een Grenadier-Begleit-Batterie werd toegevoegd.
Op 31 maart 1945 (na bevel van Ob.d.E. van 28 februari 1945) volgde dan de officiële omdoping in Heeres-Sturmartillerie-Brigade 243.

### Heeres-Sturmartillerie-Brigade 243
Toen de Amerikaanse troepen de Elbe overstaken en o.a. bij Schönebeck een bruggenhoofd vormden, sloeg het nieuwe 12e Leger terug. De 1e Batterij was daarbij op 14/15 april 1945. Snel werden ook de andere twee batterijen daarheen verplaatst. Vervolgens werd 180° omgedraaid en volgde een aanval op het al door de Sovjets bezette Treuenbrietzen en samen met de Infanteriedivisie Theodor Körner werd meegedaan aan de ontzettingspoging van het 12e Leger van Berlijn. Maar de aanval kwam niet verder dan Beelitz. Daarna volgde een ontzettingsaanval op Rathenow. Op 7 en 8 mei 1945 ging dan de brigade bij Tangermünde en Ferchland over de Elbe.

### Einde
De Heeres-Sturmartillerie-Brigade 243 capituleerde op 7/8 mei 1945 aan Amerikaanse troepen bij Tangermünde. De Amerikanen op hun beurt leverden vijf officieren en 60 manschappen over aan de Sovjets en de rest ging naar Britse krijgsgevangenkampen.

## Samenstelling
- Staf
- 1e Batterij
- 2e Batterij
- 3e Batterij
- Begleit-Grenadier-Batterie, ofwel een compagnie begeleidingssoldaten, vanaf maart 1945

## Commandanten
| Rang           | Naam               | Begin           | Eind             |
| -------------- | ------------------ | --------------- | ---------------- |
| Oberstleutnant | Hesselbarth        | 10 mei 1941     | 14 januari 1943  |
| Hauptmann      | Georg Mayer        | januari 1943    | juli 1943        |
| Hauptmann      | Siegfried Keißhold | juli 1943       | september 1943   |
| Hauptmann      | Georg Mayer        | september 1943  | maart 1944       |
| Hauptmann      | Siegfried Keißhold | maart 1944      | mei 1944         |
| Hauptmann      | Georg Mayer        | mei 1944        | 29 augustus 1944 |
| Hauptmann      | Heinz Rübig        | 12 januari 1945 | mei 1945         |

Oberstleutnant Hesselbarth geldt als vermist sinds 14 januari 1943. Hauptmann Keißhold was tweemaal tijdelijk vervanger voor Hauptmann Mayer. Mayer werd gevangen genomen in Moldavië en is gestorven in Odessa aan zijn verwondingen.